# Libertà digitali
Con l'espressione libertà digitali si intende l'estensione del concetto di libertà all'ambito del digitale.
È da notare che digitale e virtuale sono due cose ben diverse. 
Con digitale non ci si riferisce ad oggetti virtuali ma ad oggetti reali codificati mediante cifre, in inglese digit.
Si pensi per esempio a moneta digitale e moneta virtuale.

## Libertà digitali e diritti digitali

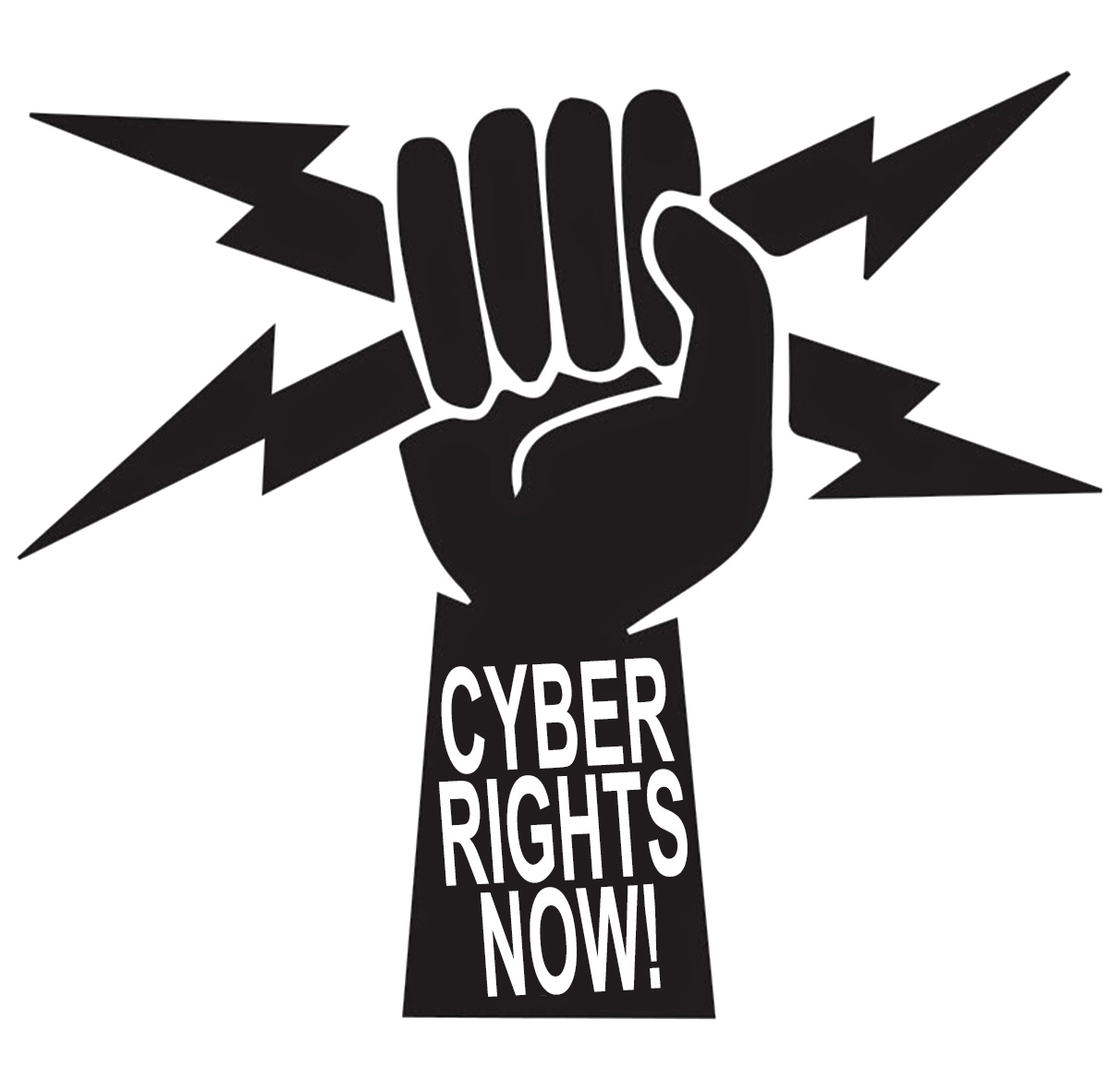
Cyber Rights Now!

Con il termine libertà digitali si vuole affermare un concetto leggermente diverso e, per alcuni casi più forte, del termine diritti digitali.
Le caratteristiche peculiari della produzione digitale ed immateriale, dove i mezzi di produzione sono ormai alla portata di una ampia fascia di popolazione (ad esempio PC e terminali connessi alla rete equipaggiati da software libero), rende possibile la produzione diretta di beni digitali ed immateriali, da parte di moltissimi lavoratori cognitivi.
È proprio la contrapposizione tra i detentori dei grandi capitali internazionali e i nuovi produttori immateriali, che riescono a competere con successo grazie alla minor influenza del capitale nel possesso dei mezzi di produzione di beni immateriali, che fa assumere importanza al concetto di Libertà rispetto al concetto di diritto digitale.
Con diritti digitali, infatti, si intende affermare il diritto dei popoli e delle persone a non essere escluse dal mondo della tecnologia e della rete, i diritti alla partecipazione, alla comunicazione, al sapere. 
I Diritti Digitali intesi come una nuova forma dei diritti di Cittadinanza e di Democrazia
Con libertà digitali si intende, invece, l'affermazione della possibilità di utilizzare liberamente le tecnologie, di disporre degli strumenti dati dall'informatica, dalla scienza e dall'automazione per emanciparsi, per costruire e realizzare progetti, per produrre ed autoprodurre beni e merci, per essere liberi di scambiare idee, condividere cultura ed arte, sviluppare conoscenza e sapere, accrescere la preparazione e la formazione comune, diffondere informazioni e comunicare con tutti, per espandere la conoscenza umana, delle persone e dei popoli.
I diritti digitali sono quindi sì importanti e fondamentali, ma quasi una forma di tutela degli indifesi e degli ultimi, mentre le Libertà Digitali rimandano ad un concetto di attività, di attivismo, libertà civili ma anche libertà di produzione e di nuove forme di autoproduzione.
Le libertà digitali hanno molti nemici, sono contrastate dalle grandi major e da molti rappresentanti dei governi nazionali e di organizzazioni internazionali, che si oppongono con leggi oppressive, promulgando normative distorte, contrapponendole al concetto della tutela della cosiddetta Proprietà Intellettuale (un mix composito ed ambiguo di brevetti, copyright e marchi).
La difesa della Proprietà Intellettuale, sia nel campo delle semenze, degli ogm, dei farmaci e del digitale, viene utilizzata spesso, troppo spesso, come un mezzo per garantire alle grandi multinazionali e alle major il monopolio dei mezzi di produzione dei beni immateriali, assomigliando in questo modo sempre più alle proprietà fondiarie dei vecchi feudatari e rentiers, che dominano tramite la rendita e le gabelle, e sempre meno alle imprese e alle intraprese che rischiano e contribuiscono in proprio alla crescita e allo sviluppo della produzione di beni e merci.

## Il dibattito politico e la legislazione italiana e dell'Unione europea sul temalibertà digitali
La Commissione europea che è espressione dei governi dei paesi aderenti all'Unione europea ha più volte espresso l'esigenza di dotare l'Europa di strumenti più adeguati per tutelare i titolari dei diritti d'autore nei confronti dei violatori dei copyright. Gli strumenti proposti sono, tuttavia parsi ad un largo schieramento che vede che la tutela dei giusti diritti di privativa nei confronti dei contraffattori non deve essere usato per comprimere i diritti delle libertà digitali. Al Parlamento europeo si è pertanto formato un ampio schieramento trasversale sia da un punto di vista geografico sia come appartenenza politica, che ha richiesto testi più chiari a livello Europeo ed indirizzi non ambigui ai legislatori nazionali.
Un primo tema tradizionale di visioni opposte tra Commissione e Parlamento lo si è avuto sul tema della brevettabiltà del Software, con la commissione impegnata nell'estendere l'ambito della tutela e il parlamento sbilanciato, per la presenza di un largo schieramento trasversale, nel senso della priorità della tutela delle libertà digitali
Il primo grande dibattito è avvenuto in sede di modifica della direttiva 2004/48/EC sui diritti di proprietà intellettuale.
Per giungere alla sollecita approvazione l'Ipred1 aveva omesso la parte relativa alla uniformazione delle leggi penali. Poiché quella in discussione era la seconda, ha preso il nome convenzionale di IPRED2
Il Parlamento europeo ha votato, in seduta plenaria la relazione (relatore l'eurodeputato italiano Nicola Zingaretti) che accoglie la proposta della Commissione ma, nello stesso tempo propone una serie di emendamenti. Con un emendamento (presentato in Commissione giuridica da Umberto Guidoni), basato in particolare sul concetto di fair use (prima esistente solo nel diritto americano), si stabilisce che la riproduzione in copie o su supporto audio o con qualsiasi altro mezzo, per fini di critica, recensione, informazione, insegnamento (compresa la produzione di copie multiple per l'uso in classe), studio o ricerca, «non sia qualificato come reato».

### In Italia
In Italia il tema delle libertà digitali partiva da una situazione di partenza giudicata dagli innovatori particolarmente arretrata. e ha trovato il suo punto centrale di dibattito nell'ambito della emananda nuova disciplina del diritto d'autore. Se le forze politiche che si battevano per mantenere l'attuale legislazione sono trasversali all'intero schieramento politico, altrettanto trasversali sono gli interventi a fare delle libertà digitali L'urgente necessità di adeguare il mondo delle norme all'intero mondo digitale che si presenta, tra l'altro, essenzialmente transfrontaliero ha spinto il Comitato consultivo permanente per il diritto d'autore a nominare come propri esperti, non solo i nominativi proposti dalla Siae, ma anche quelli designati dalle organizzazioni che maggiormente si battono per le  libertà digitali.

## Libere utilizzazioni
Con libertà digitali intendiamo un campo molto ampio delle libertà espressive dell'individuo nella rete, che interagisce "attivamente e passivamente" con informazioni che provengono da tutto il mondo . Più in dettaglio parliamo di diritti digitali  nell'ambito della libertà di espressione di pensiero, quindi di agire liberamente per mezzo del computer per manifestarlo.  Quindi anche della condivisione istantanea di fatti e notizie di cronaca recente, attuali. Se la "notizia" in questione non contiene esplicitato il diritto esclusivo di riproduzione ("riproduzione riservata"), la condivisione in rete di queste notizie sulle diverse piattaforme e social è libera se si tratta di articoli di attualità, di carattere economico, politico o religioso, (nei limiti del rispetto della moralità), libertà di satira (possibilità di produrre e pubblicare in rete parodie - eccezione particolare della satira). Tutte queste libere utilizzazioni permettono all'individuo di manifestare comunque e in parte la propria libertà di pensiero. Il diritto di cronaca costituisce un'eccezione, per la quale "è consentita la riproduzione o comunicazione al pubblico di opere o materiali protetti "(Art.65.2). E' consentito fino a che non si esaurisce il diritto di cronaca, identificato da: 
- interesse del pubblico alla conoscenza del fatto
- continenza
- verità